# (1699) Honkasalo
(1699) Honkasalo es un asteroide que forma parte del cinturón de asteroides y fue descubierto por Yrjö Väisälä desde el observatorio de Iso-Heikkilä, Finlandia, el 26 de agosto de 1941.

## Designación y nombre
Honkasalo recibió inicialmente la designación de 1941 QD.
Posteriormente se nombró en honor del astrónomo finés Tauno Bruno Honkasalo (1912-1975).

## Características orbitales
Honkasalo está situado a una distancia media de 2,211 ua del Sol, pudiendo acercarse hasta 1,845 ua. Tiene una inclinación orbital de 1,973° y una excentricidad de 0,1656. Emplea 1201 días en completar una órbita alrededor del Sol.